# Вовилье, Жан-Франсуа
Жан-Франсуа Вовилье (фр. Jean-François Vauvilliers, 1736—1801) — французско-русский филолог и историк-эллинист, академик Петербургской академии наук (1798).

## Биография
Жан-Франсуа Вовилье родился в семье Жана Вовилье, выходца из Бургундии, который был профессором греческого языка в Коллеж де Франс. Жан-Франсуа получил языковое образование в Сорбонне и спустя некоторое время занял должность отца в Коллеж де Франс. Опубликовал ряд работ по истории Древней Греции и переводов античных авторов, в том числе «Обзор правления Спарты» (фр. L'Examen du gouvernement de Sparte, 1769), эссе о Пиндаре с переводом нескольких его од (1772), переводы сочинений Плутарха (1783) и Софокла (совместно с Каперонье, 1784). В 1782 году был избран членом Академии надписей и изящной словесности.
Во время Великой французской революции Вовилье был назначен руководством Парижской коммуны комиссаром по продовольствию, и на этом посту проявил незаурядный организаторский талант, сумев значительно снизить цены на хлеб и фактически спасти Париж от голода. Впоследствии был арестован по обвинению в заговоре, но два состава трибунала признали его невиновным, после чего Вовилье был избран в состав Совета пятисот, но после переворота 18 фрюктидора 1797 года отправлен в отставку. В это время Огюст Шуазёль-Гуфье, знавший Вовилье по Академии надписей и изящной словесности и живший в эмиграции в Российской империи, пользуясь своим влиянием при дворе, сумел добиться у императора Павла I приглашения Вовилье в Россию, где последний был удостоен тёплого приёма и избран в Академию наук. После свержения Павла I в 1801 году Вовилье запросил у французского правительства разрешения вернуться на родину, на что получил согласие, но тяжело заболел и скончался в июле 1801 года в Санкт-Петербурге.
В его честь названа улица Вовилье в I округе Парижа.